# Henrike Brandstötter
 (octobre 2024).
Henrike Brandstötter, née le 13 octobre 1975 à Salzbourg, est une femme politique autrichienne du NEOS, membre du Conseil national depuis 2019.

## Biographie
Henrike Brandstötter naît le 13 octobre 1975 à Salzbourg.
De 2015 à 2020, elle est membre du conseil de district de Wieden.
Elle membre du Conseil national depuis le 23 octobre 2019.